# Anielin (powiat gostyniński)
Anielin – wieś sołecka w Polsce położona w województwie mazowieckim, w powiecie gostynińskim, w gminie Gostynin.
| SIMC    | Nazwa     | Rodzaj    |
| ------- | --------- | --------- |
| 0564116 | Justynków | część wsi |

W latach 1975–1998 miejscowość należała administracyjnie do województwa płockiego.